# شريط تصوير ضوئي

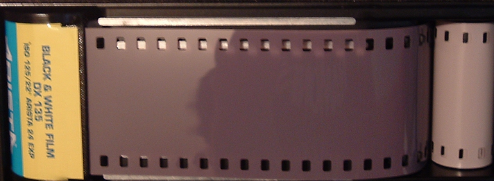
فيلم Arista أبيض وأسود غير معالج، ISO 125/22°.

شريط تصوير ضوئي هو شريط من البلاستيك (بولي إستر، نيتروسيليلوز أو أسيتات سليلوز) يغطى بمستحلب كيميائي يحتوي على أملاح هاليدات فضة حساسة للضوء (يربط بينها الجيلاتين) بأحجام بلورات متغيرة تحدد حساسية وتباين ودقة تفاصيل الفيلم.
عندما يتعرض المستحلب للضوء (أو شكل آخر من الإشعاعات الكهرومغناطيسية مثل الأشعة السينية (أشعة إكس)، فإنه يكون ما يعرف باسم الصورة الكامنة (غير المرئية).
ويمكن بعدها إخضاع الفيلم الفوتوغرافي إلى عمليات كيميائية معينة لتكوين صورة مرئية فيما يعرف باسم التظهير، معالجة الفيلم أو تحميضه.

## معرض صور

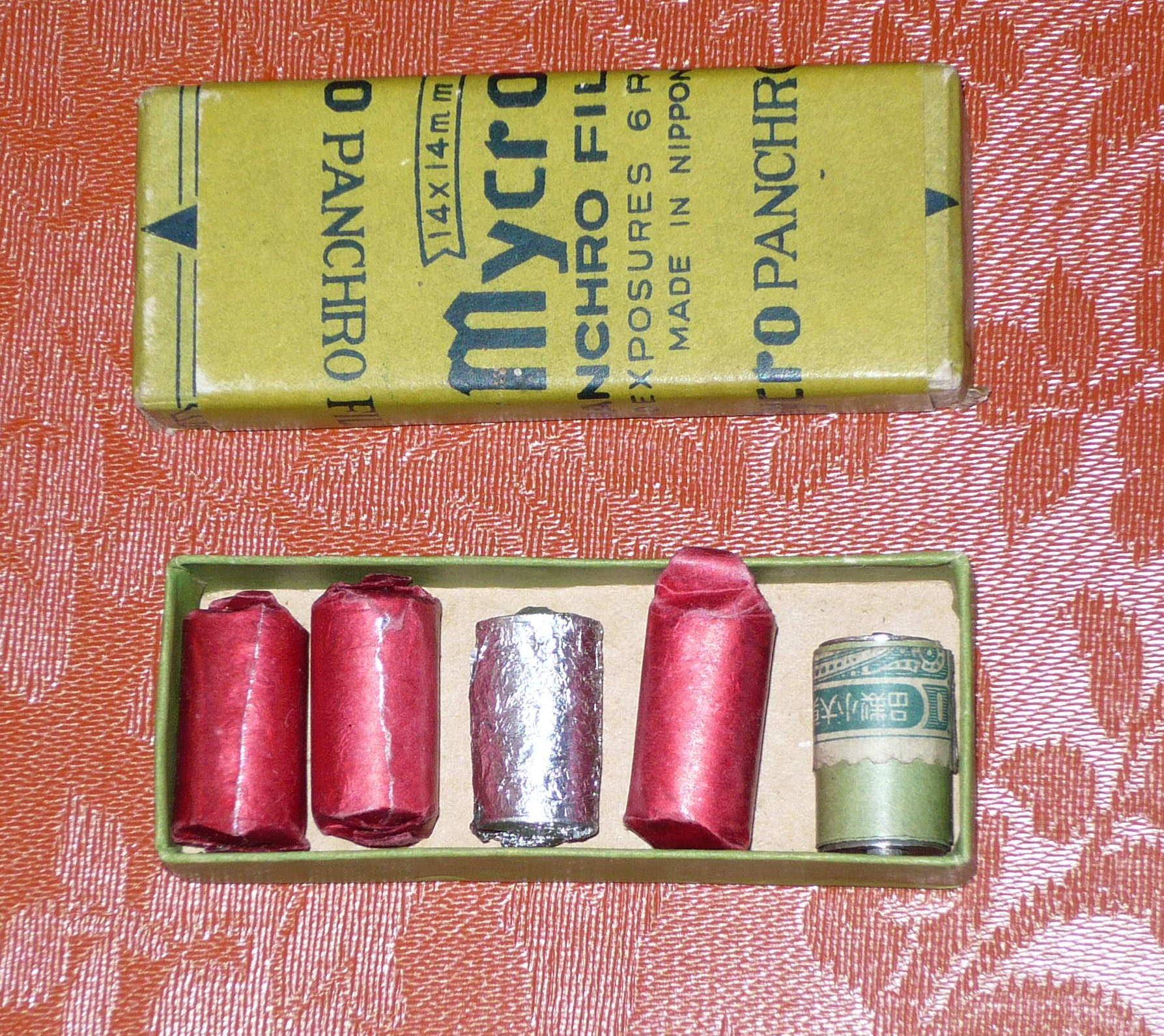
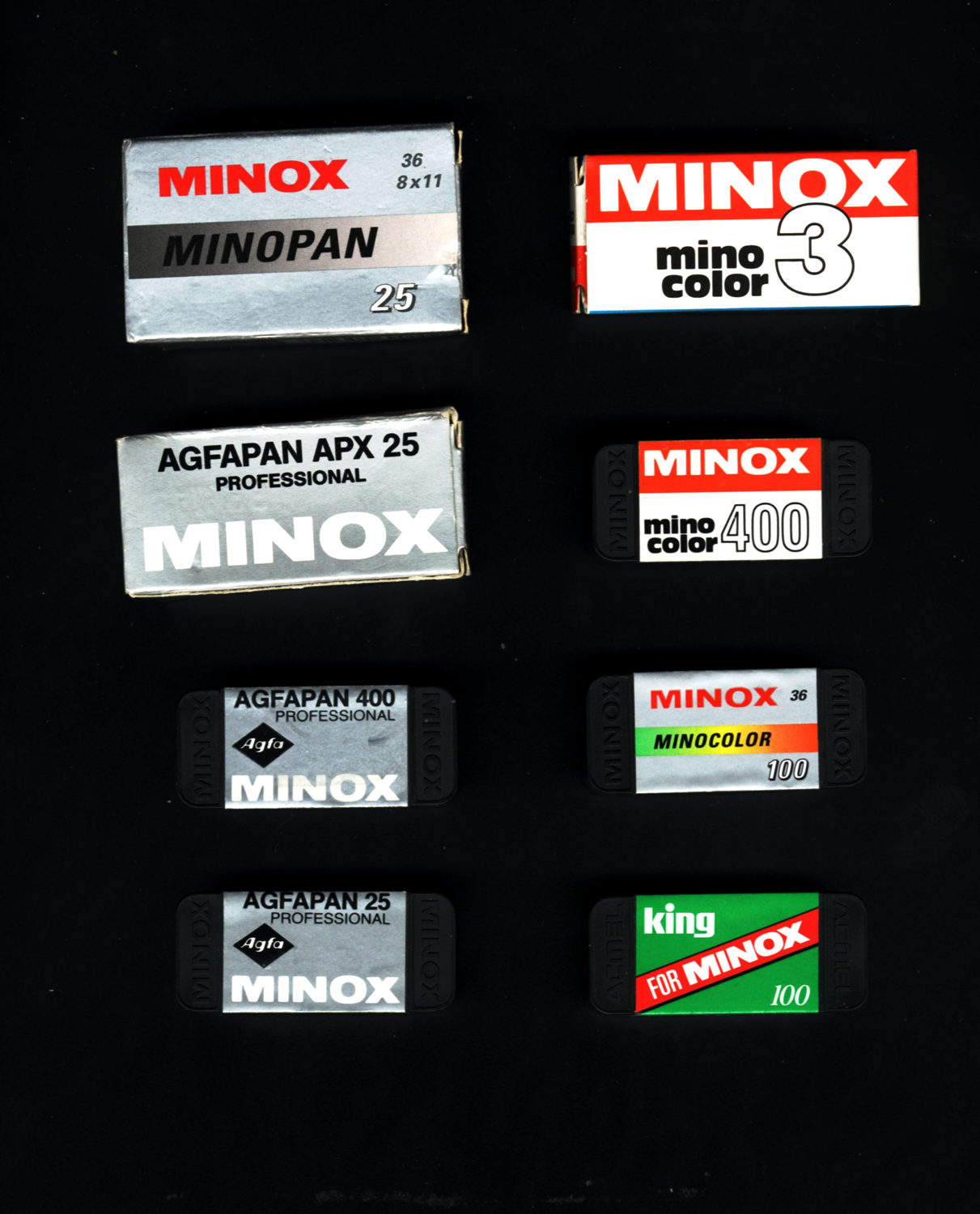
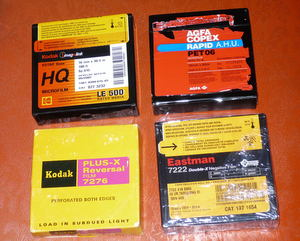
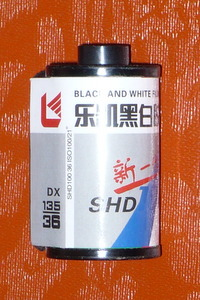
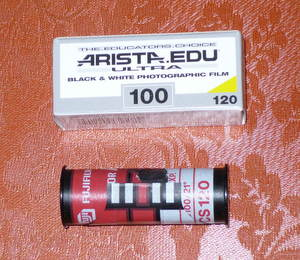